# Аркон (Лоара)
Аркон (фр. Arcon) насеље је и општина у источној Француској у региону Рона-Алпи, у департману Лоара која припада префектури Роан.
По подацима из 2011. године у општини је живело 102 становника, а густина насељености је износила 5,32 становника/km². Општина се простире на површини од 19,19 km². Налази се на средњој надморској висини од 834 метара (максималној 1.155 m, а минималној 511 m).

## Демографија
| 1962. | 1968. | 1975. | 1982. | 1990. | 1999. | 2011. |
| ----- | ----- | ----- | ----- | ----- | ----- | ----- |
| 227   | 238   | 170   | 148   | 135   | 107   | 102   |

График промене броја становника у току последњих година